# Уберти (Бјела)
Уберти је насеље у Италији у округу Бијела, региону Пијемонт.
Према процени из 2011. у насељу је живело 97 становника. Насеље се налази на надморској висини од 523 м.